# Christian-Dietrich-Grabbe-Gymnasium
Das Christian-Dietrich-Grabbe-Gymnasium ist neben dem Leopoldinum und dem Stadtgymnasium eines von drei etwa gleich großen städtischen Gymnasien in der Bezirksregierungsstadt Detmold. Es trägt den Namen des Dichters und Dramatikers Christian Dietrich Grabbe (1801–1836) zur Erinnerung an einen der bedeutendsten Bürger der Stadt. Seine Bronzebüste steht vor dem Eingang zum Altbau im Schulhof.

## Geschichte

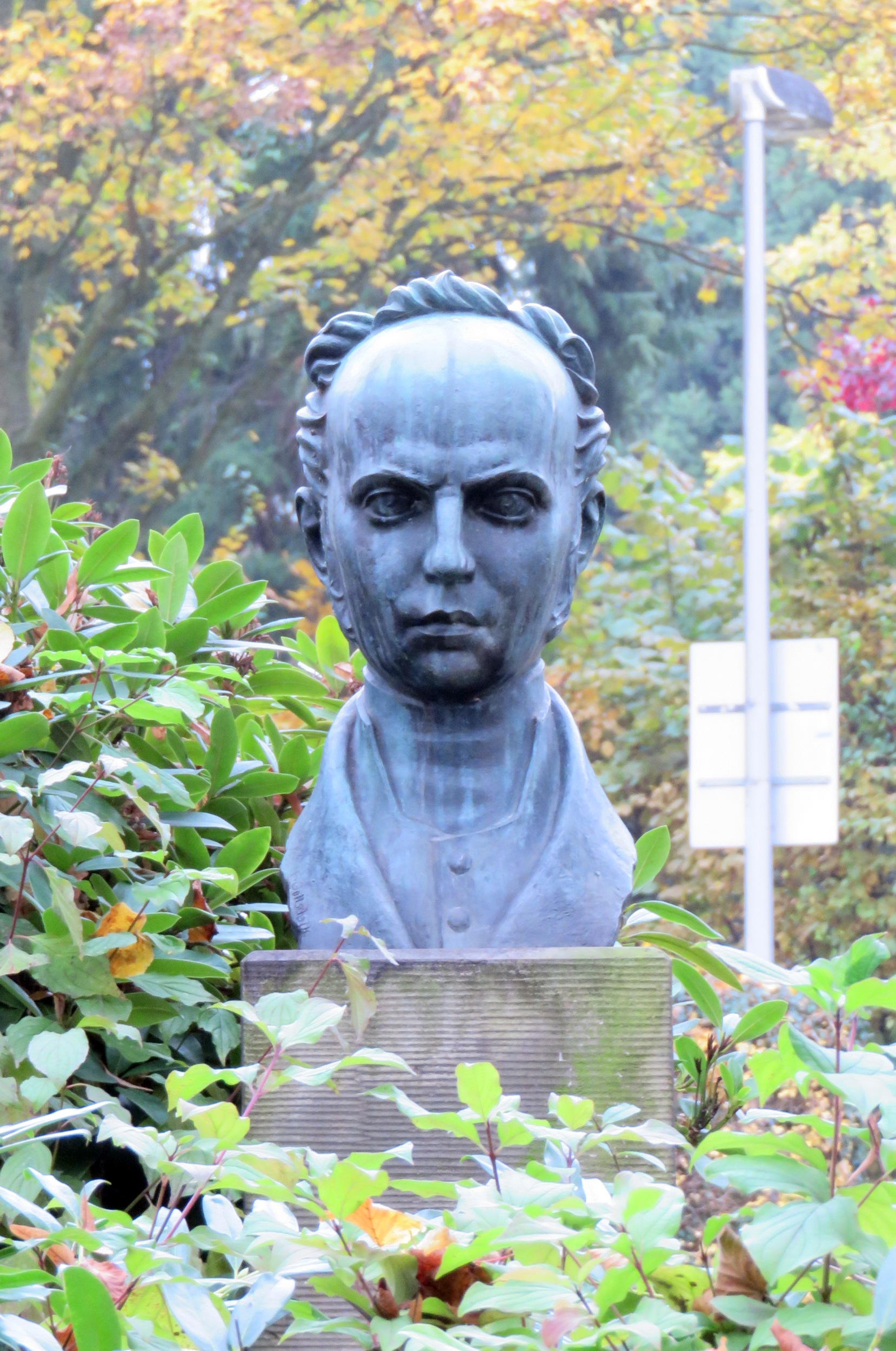
Grabbe-Büste auf dem Schulhof

Das heutige Gymnasium geht zurück auf ein Lehrerseminar. Kasimire von Anhalt-Dessau ehelichte 1769 Simon August von Lippe und zog nach Detmold. Hier setzte sie sich sehr für das Volksschulwesen und die Bildung ein. Kasimire war offenbar vertraut mit den Ideen Johann Bernhard Basedows, der in ihrer Heimat Dessau das Philanthropinum gegründet hatte. Auch nach ihrem frühen Tod 1778 verfolgte Simon August ihre Pläne gegen den Widerstand des Landtags weiter. Am 30. November 1781 konnte das Lippische Lehrerseminar feierlich im Beisein des Landesherren eröffnet werden.
Zu Beginn war die Schule im Waisenhaus am Bruchberg untergebracht. Einer der Förderer und Lehrer war der lippische Generalsuperintendent Ferdinand Weerth. Weerth beklagte die unzulänglichen Bedingungen des Schulgebäudes, noch zu seinen Lebzeiten wechselte das Lehrerseminar in die ehemalige Pflegeanstalt in der Schülerstraße.
Die Schule expandierte, und so entstand in den Jahren 1888/89 am sogenannten „Hambruch“ ein neues Gebäude. Architekt war der Detmolder Stadtbaumeister Karl Leopold Petri. Das Gebäude ist heute der Altbau des Grabbe-Gymnasiums und steht unter Denkmalschutz.
Eine Änderung der Lehrerbildung durch die Reichsverfassung von 1919 läutete das Ende des Lehrerseminars ein. Nach den letzten Abschlüssen wurde die Schule 1925 zu einer Deutschen Oberschule (Aufbaugymnasium) umgewandelt. Dieselben Lehrkräfte, die zuvor Lehrer ausgebildet hatten, führten jetzt Schüler zum Abitur.
So konnten die Schule 1931 an den ersten Jahrgang das Abitur vergeben.
Der ab 1935 amtierende Schulleiter Betz versuchte Schüler und Lehrer voll in die Systemlinie des Nationalsozialismus einzureihen, sodass 1935 bis auf sechs Schüler alle einer Organisation der Nationalsozialisten angehörten.
Während des Zweiten Weltkriegs war Unterricht zeitweise nur eingeschränkt möglich: Zahlreiche Schüler meldeten sich zum Kriegshilfsdienst, im Schulgebäude wurde ein Lazarett eingerichtet. Wegen des Kohlemangels im Winter 1939/40 fiel der Unterricht komplett aus. 1944 wurde das Aufbaugymnasium zu einer Deutschen Heimschule. Im Mai 1946 nahm das Aufbaugymnasium wieder seinen regulären Betrieb als „Deutsche Oberschule für Jungen und Mädchen in Aufbauform (Staatliche Aufbauschule)“ auf. Als erstes Gymnasium in Nordrhein-Westfalen führte die Schule Ende 1958 einen musisch betonten Oberstufenzweig ein. Dafür wurden ab der 11. Klasse das Stundendeputat der Fächer Musik und Kunst erhöht und Mathematik und Chemie verringert. Zur Herausstellung der Schulausrichtung entschied man sich 1966, zum 130. Todestag des Dichters, der Schule den Namen Christian-Dietrich-Grabbe-Gymnasium zu geben. Seit 1967 startet das Gymnasium mit der 5. Klasse und wird somit als Vollanstalt geführt.
Durch Erweiterungsmaßnahmen in den 1980er Jahren kamen zunächst der Neubau mit Fachräumen für die Sprachen und die Naturwissenschaften sowie die Konzertaula dazu. 1996 wurde der Erweiterungsbau mit Klassenräumen und einem modernen Physiktrakt eingeweiht.

## Pädagogische Angebote
Zu Beginn der Schullaufbahn wählen die Schüler einen Schwerpunkt aus Musik, Kunst und Sport oder Naturwissenschaft/MINT. Wegen der Profilierung gibt es zwischen den in der Oberstufe kooperierenden städtischen Gymnasien in Detmold die Vereinbarung, dass Leistungskurse in den Fächer Musik, Kunst und Sport bei genügend Interessenten zuerst am Grabbe-Gymnasium eingerichtet werden.
Das Detmolder Jugendorchester wurde im Jahre 1954 gegründet und enthielt in seinem Namen das Angebot zur Mitwirkung an alle jugendlichen Instrumentalisten in Detmold und näherer Umgebung. Nachdem die Leitung an die Musiklehrer des Gymnasiums übergegangen war, wurde das Ensemble zunehmend von Schülern des Gymnasiums gebildet. Der schulübergreifende Name wurde beibehalten, weil auch Schüler anderer Schule im Detmolder Jugendorchester mitwirken.
Das Gymnasium nimmt am Schulversuch der Landesregierung „NRW-Profil-Schulen“ teil, um die Erprobung, die Evaluation und die Weiterentwicklung organisatorischer Standards für ein künftiges Label „NRW-Musikprofil-Schule“ zu ermöglichen.

## Profilfächer
Über den regulären Unterricht hinaus bietet das Grabbe-Gymnasium ein breites Spektrum an Arbeitsgemeinschaften (AGs) in den Profilfächern an. Beispielsweise können Schüler in verschiedenen Chören und Instrumentalgruppen mitwirken, die von der Kooperation mit der Hochschule für Musik profitieren. Zudem gibt es AGs wie die Comic-AG und das Kunstlabor, die kreative Betätigung fördern.
Im Bereich Sport engagiert sich die Schule als „Partnerschule des Sports“ und bietet spezielle Sportklassen an. Schüler haben die Möglichkeit, an Sport-AGs in Disziplinen wie Kunstturnen, Fußball, Leichtathletik und Volleyball teilzunehmen.
Die naturwissenschaftliche Förderung erfolgt durch vertiefende Schwerpunkte im Unterricht der MINT-Fächer Biologie, Chemie und Physik. Im Klassenprojekt „Forscherwerkstatt“ wird eigenständiges Experimentieren und Entdecken gefördert. Zusätzlich stehen AGs wie die Nawi-AG zur Verfügung.
Dieses umfassende Angebot an Profilfächern und AGs ermöglicht es den Schülern des Grabbe-Gymnasiums, ihre individuellen Talente zu entdecken und weiterzuentwickeln.

## Schachförderung und Auszeichnung als Deutsche Schachschule
Im Jahr 2024 wurde das Gymnasium mit dem Qualitätssiegel „Deutsche Schachschule“ in Bronze für den Zeitraum 2024–2027 ausgezeichnet.
Diese Anerkennung wird von der Deutschen Schachjugend an Schulen verliehen, die sich in besonderem Maße für die Förderung des Schachsports engagieren.
Die Schachaktivitäten am Grabbe-Gymnasium wurden in Zusammenarbeit mit den Schachfreunden Lieme initiiert. Gemeinsam wurde eine Schach-AG ins Leben gerufen, die auf großes Interesse stieß und von Beginn an 22 Schüler aus den Jahrgangsstufen 5 und 6 anzog. Die Leitung der AG übernahm Andy Himpenmacher von den Schachfreunden Lieme, der die Teilnehmenden entsprechend ihrer unterschiedlichen Leistungsniveaus fördert.
Die Integration des Schachs in das Schulprofil des Grabbe-Gymnasiums zielt darauf ab, logisches Denken, Konzentration und Kreativität der Schüler zu fördern. Durch die Zusammenarbeit mit lokalen Schachvereinen wird zudem die Jugendarbeit im Schachbezirk Lippe gestärkt.

## GrabbeAI
Im Jahr 2025 hat das Gymnasium das schuleigene KI-Sprachmodell GrabbeAI eingeführt, basierend auf der GPT-4 Architektur von OpenAI. Das Projekt soll die Kommunikation sowie den Informationsaustausch zwischen der Schule und den Besuchern der Homepage, hauptsächlich Eltern, verbessern. Als Chatbot auf der Schulwebsite soll es Fragen beantworten, die sich auf den Schulalltag, das Lehrpersonal und schulorganisatorische Themen beziehen.

## Partnerschulen
Das Gymnasium pflegt mehrere internationale Schulpartnerschaften, die den interkulturellen Austausch und das Verständnis zwischen den Schülern fördern.
- „Lycée Notre-Dame-de-Sion“, Saint-Omer, Frankreich
- „MOR High School“, Modiʿin Makkabim Reʿut, Israel
- „McLean High School“, McLean, Virginia, USA

Zudem kooperiert das Grabbe-Gymnasium bei Leistungskursen und anderen Bildungsangeboten mit den beiden anderen städtischen Gymnasien Leopoldinum und Stadtgymnasium Detmold.

## Persönlichkeiten (Schüler)
- Volker Banfield (* 1944), Pianist
- Peter Orloff (* 1944), Schlagersänger, Komponist, Liedtexter und Musikproduzent
- Barbara Hammann (1944–2018), Kunsthistorikerin und Hochschullehrerin
- Jürgen Klein (* 1945), Anglist
- Edgar Selge (* 1948), Schauspieler und Schriftsteller
- Klaus Ehl (* 1949), Leichtathlet
- Matthias Kirschnereit (* 1962), Pianist
- Matthias Opdenhövel (* 1962), Fernsehmoderator
- Kay-Sölve Richter (* 1974), Journalistin und Fernsehmoderatorin
- Florian Weber (* 1977), Pianist
- Dirk Liesemer (* 1977), Journalist und Autor
- Vera Ludwig (* 1978), Lyrikerin
- Stefan Westerwelle (* 1980), Filmregisseur
- David Salomon Jarquín (* 1986), Trompeter
- Nadine Jarosch (* 1995), Kunstturnerin

## Liste der Schulleiter
- Lange (1925–1931)
- Klingler (1931–1933)
- Betz (1933–1945)
- Bernard (1946–1949)
- Klingler (1949–1952)
- Hopmeier (1952–1964)
- Thomas (komm. 1964–1965)
- Werner Broer (1965–1984)[14]
- Friedrich Kenter (1985–1999)
- Walter Hunger (1999–2009)[15]
- Werner Klapproth (2009–2018)
- Anja Vothknecht und Gundel Niedermeyer (komm. 2018–2019)
- Daniela Faude[16] (2019–2022)
- Anja Vothknecht und Claus Hilbing (komm. 2022–2025)
- Claus Hilbing und Tanja Brentrup-Lappe (2025-heute)[17]